# 單磷酸腺苷
單磷酸腺苷（英文：Adenosine monophosphate，簡稱AMP），又名5'-腺嘌呤核苷酸或腺苷酸，是一種在核糖核酸（RNA）中發現的核苷酸。它是一種磷酸及核苷腺苷的酯，並由磷酸鹽官能团、戊糖核糖及鹼基腺嘌呤所組成。

## 生產及降解
單磷酸腺苷可以從腺苷酸激酶催化兩個二磷酸腺苷（ADP）分子合成三磷酸腺苷（ATP）時生成：
{\displaystyle 2{\mbox{ADP}}\rightarrow {\mbox{ATP}}+{\mbox{AMP}}}
或是經由水解ADP的高能磷酸鍵生成：
{\displaystyle {\mbox{ADP}}\rightarrow {\mbox{AMP}}+{\mbox{P}}_{\mbox{i}}}
水解ATP亦可生成AMP及焦磷酸鹽：
{\displaystyle {\mbox{ATP}}\rightarrow {\mbox{AMP}}+{\mbox{PP}}_{\mbox{i}}}
當核糖核酸（RNA）被分解後，一磷酸核苷，包括一磷酸腺苷會被生成。
而AMP可以從以下的方式再生成ATP：
{\displaystyle {\mbox{AMP}}+{\mbox{ATP}}\rightarrow 2{\mbox{ADP}}}（腺苷酸激酶在另一方向）
{\displaystyle 2{\mbox{ADP}}+2{\mbox{P}}_{\mbox{i}}\rightarrow 2{\mbox{ATP}}}（此一步驟是經常被好氧性生物的三磷酸腺苷合成酶在氧化磷酸化採用）
AMP亦可由肌腺苷酸脫胺酶釋放一組氨基轉為肌苷酸。
在分解代謝的過程中，AMP可以轉化成為尿酸排出體外。

## 環磷酸腺苷
AMP亦可有一種環狀結構稱為環磷酸腺苷（或稱為cAMP）。在某些細胞由腺苷酸環化酶催化ATP成為cAMP，並一般由腎上腺素或胰高血糖素所調節。cAMP在細胞內的訊息傳遞起著重要的角色。

## 商業應用
另外，AMP在對人類測試後，有著壓抑苦味的特性，使得食物仿佛甜些。這種發現可以使得低卡路里食物更美味，在對肥胖症擔心的時間，成為改善食物質素的較有益方法。這種特性於2004年9月已經得到美國食品藥物管理局的批准，由美國紐澤西州的靈瓜金以AMP作為食品的苦味遮罩的專利。

## 內部連結
- 核苷
- 核苷酸
- 脫氧核糖核酸
- 核糖核酸
- 寡核苷酸

### 核糖核苷酸
| 單磷酸腺苷 AMP | 二磷酸腺苷 ADP | 三磷酸腺苷 ATP |
| 單磷酸鳥苷 GMP | 二磷酸鳥苷 GDP | 三磷酸鳥苷 GTP |
| 單磷酸胸苷 TMP | 二磷酸胸苷 TDP | 三磷酸胸苷 TTP |
| 单磷酸尿苷 UMP | 二磷酸尿苷 UDP | 三磷酸尿苷 UTP |
| 單磷酸胞苷 CMP | 二磷酸胞苷 CDP | 三磷酸胞苷 CTP |

### 脫氧核糖核苷酸
| 單磷酸脫氧腺苷 dAMP | 二磷酸脫氧腺苷 dADP | 三磷酸脫氧腺苷 dATP |
| 單磷酸脫氧鳥苷 dGMP | 二磷酸脫氧鳥苷 dGDP | 三磷酸脫氧鳥苷 dGTP |
| 單磷酸脱氧胸苷 dTMP | 二磷酸脱氧胸苷 dTDP | 三磷酸脱氧胸苷 dTTP |
| 單磷酸脫氧尿苷 dUMP | 二磷酸脫氧尿苷 dUDP | 三磷酸脫氧尿苷 dUTP |
| 單磷酸脫氧胞苷 dCMP | 二磷酸脫氧胞苷 dCDP | 三磷酸脫氧胞苷 dCTP |

## 外部連結
- Computational Chemistry Wiki